# Claude Rault
Claude Rault, né le 28 novembre 1940 à Poilley dans la Manche, est un évêque catholique français, père blanc et évêque de Laghouat en Algérie de 2004 à 2017.

## Repères biographiques
Claude Rault étudie la philosophie au grand séminaire de Coutances, puis il fait sa profession religieuse le 18 juin 1966 à la  Société des missionnaires d'Afrique (Pères blancs), après avoir fait son noviciat à Gap. Il fait ses études de théologie à Ottawa, et complète ses connaissances au séminaire des Pères blancs à Vals-près-le-Puy.
Il est ordonné prêtre le 29 juin 1968 à Coutances. Il devient ensuite économe du noviciat de Gap de 1968 à 1970, puis il est envoyé étudier l'arabe à Rome (1971-1972). Il est envoyé en Algérie en 1972 et s'occupe de petites communautés du sud du pays (dans l'ancien Sahara français), formées d'une poignée de religieux ou de minuscules groupes de coopérants étrangers et d'immigrés noirs-africains à Ghardaïa, Touggourt et Ouargla. Il fonde en 1979 le Lien de la Paix avec Christian de Chergé (assassiné en 1996) qui regroupe des religieux désireux de pratiquer le dialogue islamo-chrétien et qui se réunissaient deux fois par an à l'abbaye Notre-Dame de l'Atlas de Tibhirine. Il est nommé vicaire général du diocèse de 1997 à 1999, date à laquelle il est provincial des Pères blancs d'Algérie et de Tunisie. 
Nommé évêque de Laghouat en Algérie le 26 octobre 2004, il est consacré le 16 décembre suivant et installé le 19 décembre. Il se retire le 16 mars 2017 à l'âge de 76 ans. 

## Distinctions
- Chevalier de la Légion d'honneur (janvier 2010)

## Publications
- Désert ma cathédrale, Desclée de Brouwer, 2008